# Grad, Grad
Grad este o localitate din comuna Grad, Slovenia, cu o populație de 686 de locuitori.